# Paracalicha hoenei
Paracalicha hoenei är en fjärilsart som beskrevs av Sato 1992. Paracalicha hoenei ingår i släktet Paracalicha och familjen mätare. Inga underarter finns listade i Catalogue of Life.